# Hydraecia butleri
Hydraecia butleri är en fjärilsart som beskrevs av John Henry Leech 1900. Hydraecia butleri ingår i släktet Hydraecia och familjen nattflyn. Inga underarter finns listade i Catalogue of Life.